# Aleksandr Serebrov
Aleksandr Aleksándrovich Serebrov (en ruso: Алекса́ндр Алекса́ндрович Серебро́в; Moscú, 15 de febrero de 1944 − ibídem, 12 de noviembre de 2013) fue un cosmonauta ruso.
Inició su carrera en 1978. Realizó cuatro viajes en la nave Soyuz, Soyuz T-7 (1982), Soyuz T-8 (1983), Soyuz TM-8 (1989-90), Soyuz TM-17 MIR (1993-94). Marcó un récord espacial de diez caminatas en 373 días a bordo de la Estación Espacial Rusa MIR. Además, en 1990, Serebrov fue el primer ruso en utilizar una Unidad de Maniobra Manual en una caminata espacial. Se retiró en 1995.
Falleció en Moscú el 12 de noviembre de 2013, a los 69 años.

## Premios y honores
- Héroe de la Unión Soviética (1982).
- Orden de la Amistad (1994).
- Orden de Lenin (1982 y 1983).
- Orden de la Revolución de Octubre (1990).
- Medalla por los Méritos en la Exploración del Espacio (12 de abril de 2011).
- Piloto-Cosmonauta de la URSS (1982).
- Oficial de la Legión de Honor (Francia, 1988).
- Orden de la República Popular de Bulgaria (1988).
- Ciudadano de honor de Kírov.
- Profesor Emérito de MIPT (2009).